# Risen 2: Dark Waters

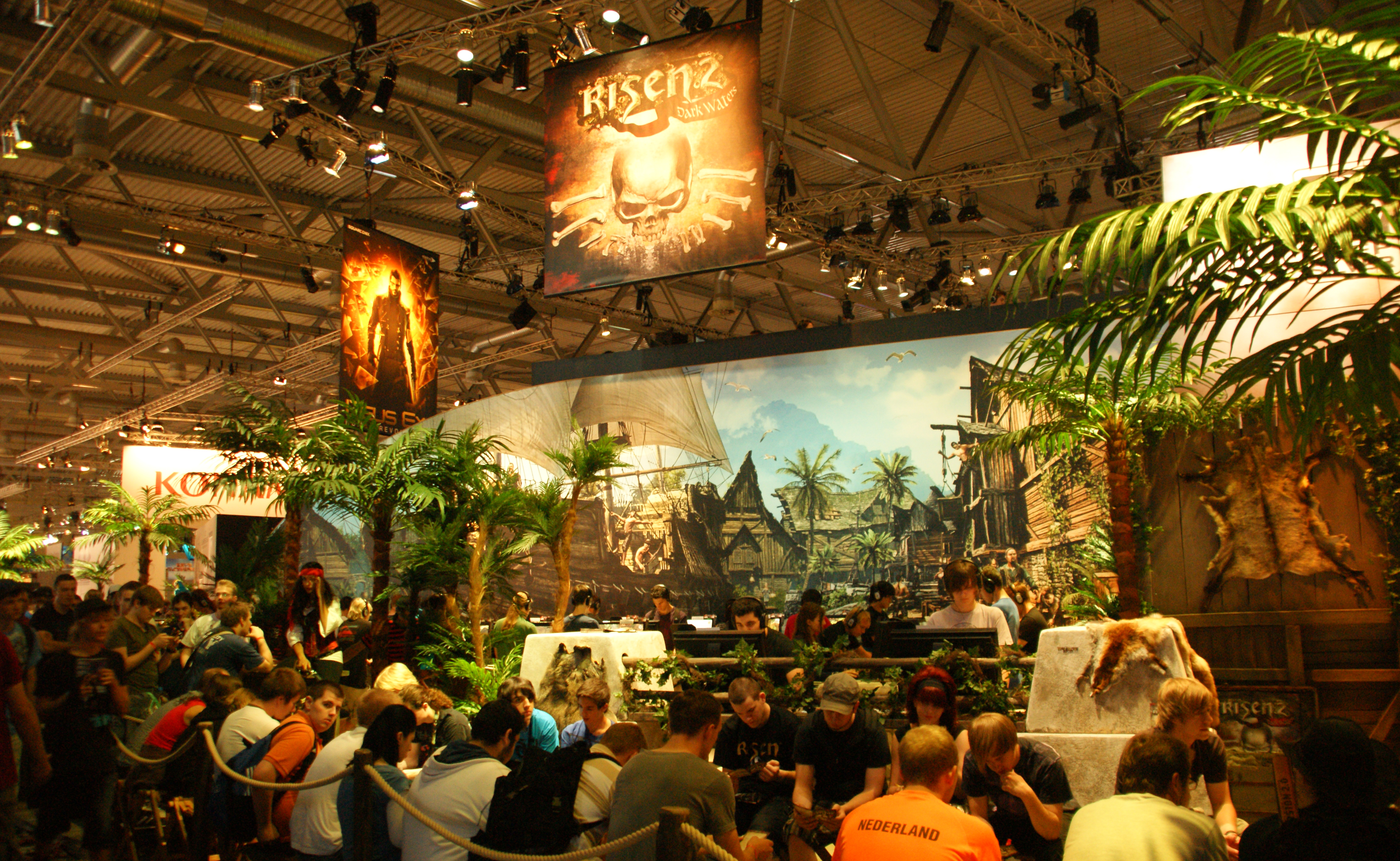
Stand zu Risen 2: Dark Waters auf der Gamescom 2011

Risen 2: Dark Waters ist ein Action-Rollenspiel mit Fantasy-Szenario der deutschen Entwicklungsfirma Piranha Bytes, das am 27. April 2012 in Europa erschienen ist und von Deep Silver verlegt wird. Es erschien für Windows ebenso wie für die Xbox 360 und die PlayStation 3. Es ist die Fortsetzung zu Risen aus dem Jahr 2009.

## Handlung

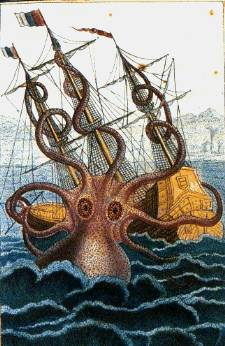
Mythologische Riesenkrake auf einem Bild von Pierre Denys de Montfort.

### Hintergrund
Während man den Feuertitan im Vorgänger besiegt hat, verwüsten andere Titanen das Festland. Der König ist tot und die Menschheit steht am Rande ihrer Auslöschung. Die Magier wurden ebenso wie die Magie aus dem Reich verbannt und haben sich in alle Winde zerstreut. Lediglich Caldera, eine kleine, durch ein Kristallvorkommen geschützte Enklave, ist noch auf dem Festland übrig. Die Inquisition verliert im Reich rapide an Macht und schickt Expeditionen in die neu entdeckte Welt, um dort die Zivilisation neu aufzubauen. Mara, ein Titanenlord und Mischwesen aus Krake und Menschenfrau, macht jedoch die Meere zu einem gefährlichen Ort und versenkt mit Hilfe eines Riesenkraken ein Schiff nach dem anderen. Man selbst ist in Caldera stationiert. Nachdem er sein rechtes Auge im Kampf gegen den Feuertitan verloren hat, ist es die einzige Beschäftigung des Helden, Rumflaschen zu leeren.

### Handlungsverlauf
Eines Nachts strandet ein Schiff an der Küste Calderas. Die einzige Überlebende ist Patty, die die Suche nach dem Schatz ihres Vaters, Kapitän Stahlbart, noch immer nicht aufgegeben hat. Sie trifft den Helden und erzählt ihm von den legendären magischen Titanenwaffen, die Mara töten können. Ihr Vater Stahlbart besitzt selbst eine davon. Vom Kommandanten Calderas erhält der Spielercharakter den Auftrag, diese Waffen umgehend zu besorgen und Mara zu töten. Nachdem er zusammen mit Patty Kapitän Stahlbart auf Takarigua getroffen hat und in dessen Crew aufgenommen wurde, fährt er zur Schwertküste, wo das erste Artefakt, die Titanenharpune, im Besitz des Piratenkapitäns Crow ist. Nachdem man diesen getötet und die Harpune an sich genommen hat, wird Stahlbarts Schiff von Mara versenkt und der Kapitän dabei getötet. Nachdem der Spielercharakter das einzige Schiff der Schwertküste gekapert hat, sucht man die anderen Waffen, einen Dolch, eine Knochenhand und ein Amulett, die jeweils einem anderen mit Mara verbündeten Piratenkapitän gehören. Man tötet jeden der Kapitäne und nimmt die Waffen an sich. Durch ein Gespräch mit Stahlbarts Geist erfährt der Spielercharakter schließlich, dass Mara von diesem und den anderen Kapitänen einst unabsichtlich befreit wurde. Weiterhin erhält er die Lage von Maras Versteck, dem Wassertempel, wo er diese mit Hilfe der Titanenwaffen tötet.
Patty scherzt noch, dass der Held sicher bald wieder bis zum Hals in neuen Schwierigkeiten und Abenteuern stecken wird.

## Spielwelt
Die Flora der Spielwelt ist deutlich an die Karibik angelehnt. Die Fauna umfasst verschiedene Gegnertypen, wie etwa riesige Termiten, Spinnen, Krabben oder Ghule. Ein dynamischer Tag- und Nachtwechsel ist ebenfalls im Spiel implementiert.
Mit allen Downloaderweiterungen teilt sich die Spielwelt in zehn ansteuerbare Inseln bzw. Küstenabschnitte auf. Zwei der Inseln (Schatzinsel und Sturminsel) sind jeweils in einem DLC beziehungsweise in der das Hauptspiel samt allen Erweiterungen umfassenden Gold Edition enthalten. Man steuert die Inseln mit dem eigenen Piratenschiff an:
- Caldera: Der Sitz der Inquisition und die letzte Stadt auf dem Festland, die noch sicher ist. Die Stadt ist von flüssiger Lava umgeben. Nur ein Kristall unterhalb der Stadt schützt sie vor der Vernichtung.
- Takarigua: Ein kleiner Stützpunkt der Inquisition betreibt hier mit Hilfe von Sklaven eine Zuckerrohrplantage, um daraus Rum zu brennen. Auf der anderen Seite der Insel ist ein Piratennest.
- Antigua: Der Hauptstützpunkt der Piraten. Ein ehemaliger Piratenkapitän regiert über die Piratenstadt.
- Die Schwertküste: Sie liegt auf dem von der Inquisition erst vor kurzem besiedelten Kontinent Arborea. Die Stadt Puerto Isabella wurde von der Inquisition erbaut. Es existiert jedoch auch ein Eingeborenen-Stamm, die Shaganumbi, der an die Naturvölker Mittelamerikas angelehnt ist.
- Bucht von Maracai: Ebenfalls auf dem Kontinent Arborea. Hier existiert nur ein sehr kleiner Vorposten der Inquisition. Auch hier lebt ein Eingeborenen-Stamm.
- Insel der Diebe: Eine sehr kleine Insel. Nur ein Stamm aus Gnomen lebt auf der Insel.
- Die Sturminsel: Eine kleine Insel, die andauernd von Stürmen heimgesucht wird. Lediglich ein paar Gargoyle haben ihr Nest auf der Insel.
- Die Schatzinsel: Auf ihr hat Stahlbart seinen Schatz versteckt, ansonsten hausen nur Monster auf ihr.
- Die Insel der Toten: Auf ihr kann man im Laufe des Spiels ins Reich der Toten eintreten und wieder zurückkehren.
- Der Wassertempel: In ihm haust Mara und ist erst am Ende des Spiels betretbar.

## Spielmechanik
Das Spiel wird in der Third-Person-Perspektive (Verfolgerkamera) mit Maus und Tastatur oder alternativ mit dem Gamepad der Xbox 360 oder der PlayStation 3 gesteuert. Es gibt drei Schwierigkeitsgrade.
Der Spieler erhält durch das Lösen von Aufgaben oder das Töten von Gegnern sogenannte Ruhmpunkte, gleichzusetzen mit den Erfahrungspunkten des Vorgängers. Durch diese kann er bei Lehrern seine Fähigkeiten steigern, um etwa schwierigere Schlösser zu knacken. Durch das Einsammeln von Legendären Gegenständen können diese Fertigkeiten noch höher gesteigert werden. Im Gegensatz zum Vorgänger gibt es nun keine Komplettrüstungen mehr, sondern lediglich einzelne Kleidungsstücke. Diese können ebenso die Fähigkeiten steigern, sind jedoch nur temporär. Wird das Kleidungsstück gewechselt verfällt der Bonus.
Während des Spielverlaufs sucht man sich seine eigene Piratencrew zusammen. Diese kann auf Wunsch den Spieler durch die Spielwelt begleiten und mit ihm kämpfen, jedoch nicht sterben. Falls ein Crewmitglied besiegt wird fällt es in Ohnmacht solange sich noch feindliche NPCs oder Monster in der Nähe befinden.
Dem Helden stehen verschiedene Waffen zur Verfügung, etwa Säbel, Pistolen oder Flinten. Neu hinzugekommen ist das magische Talent Voodoo. Mit ihm kann man Gegner schwächen, Tränke brauen oder NPCs komplett übernehmen und steuern.
Risen 2: Dark Waters bietet, ebenso wie sein Vorgänger, die Möglichkeit, durch Erfüllung bestimmter langfristiger Aufgaben im Spiel Punkte zu sammeln, über welche der Spieler dann in Wettbewerb mit anderen Spielern treten kann. So gibt es zum Beispiel für das Ansammeln von 300.000 Goldstücken ein paar Punkte.

## Charaktere und Synchronsprecher
| Charakter                   | Deutsche Synchronsprecher | Anmerkungen                                                     |
| --------------------------- | ------------------------- | --------------------------------------------------------------- |
| Held                        | Martin L. Schäfer         | Spielercharakter                                                |
| Patty Stahlbart             | Julia Rothfuchs           | Piratenbraut                                                    |
| Gregorius Emanuel Stahlbart | Christian Jungwirth       | Legendärer Piratenkapitän, Vater von Patty                      |
| Chani                       | Nina Hecklau              | Voodoo-Schamanin des Eingeborenenstamms der Schwertküste        |
| Venturo                     | Torsten Sense             | Inquisitionssoldat                                              |
| Jaffar                      | Oliver Krietsch-Matzura   | Gnom von der Insel der Diebe                                    |
| Slayne                      | Sascha Rotermund          | Piratenkapitän                                                  |
| Garcia                      | Achim Barrenstein         | Piratenkapitän                                                  |
| Crow                        | Matthias Luehn            | Piratenkapitän                                                  |
| Mara                        | Andrea Wolf               | Titanenlord der Meere                                           |
| Eldric                      | Bodo Henkel               | Als Erzähler im Intro und Charakter im DLC Der Tempel der Lüfte |
| Di Fuego                    | Michael Deckner           | Gouverneur von Puerto Sacarico auf der Insel Takarigua          |
| Sebastiano                  | Helmut Winkelmann         | Kommandant der Inquisition und Gouverneur von Puerto Isabella   |

## Erweiterungen und Sammlereditionen
Für Risen 2 wurden folgende drei Erweiterungen als Downloadable Content (DLC) zum Kauf angeboten:
Der Tempel der Lüfte
Enthält ein zusätzliches Gebiet, die Sturminsel, mit eigener Questreihe.
Die Piratenkluft
Enthält zusätzliche Ausrüstungsgegenstände.
Die Schatzinsel
Enthält eine neue Insel, die Schatzinsel, inklusive neuer Questreihe.
Neben der normalen Ausgabe wurde das Spiel in zwei verschiedenen Sammlereditionen angeboten. Während die Collector's Edition auch für Konsole veröffentlicht wurde, erschien die limitierte Ausgabe Stahlbarts Schatz nur für PC.
|                     | Spiel | Sammlerbox ohne Logos | Making-of-DVD | Soundtrack-CD mit 20 Musikstücken | doppelseitiges Poster mit Landkarte und Artwork | 20 Sammelkarten | Totenkopfamulett aus Zink | Sticker-Set (drei Sticker) | Piratenflagge (100 × 60 Zentimeter) | DLC Die Piratenkluft | DLC Die Schatzinsel | Geheimnisvolle Notiz (Downloadcode für Der Tempel der Lüfte) | Jaffar der Gnom (ca. 18 Zentimeter hohe Sammelfigur) | Knochenstift | 200-seitiges Lösungsbuch | Verpackung im Holzkisten-Look (Länge 44 cm × Breite 27,5 cm × Höhe 19,5 cm) | Nummeriertes Zertifikat |
| ------------------- | ----- | --------------------- | ------------- | --------------------------------- | ----------------------------------------------- | --------------- | ------------------------- | -------------------------- | ----------------------------------- | -------------------- | ------------------- | ------------------------------------------------------------ | ---------------------------------------------------- | ------------ | ------------------------ | --------------------------------------------------------------------------- | ----------------------- |
| Standard Edition    | ja    | nein                  | nein          | nein                              | nein                                            | nein            | nein                      | nein                       | nein                                | nein                 | nein                | nein                                                         | nein                                                 | nein         | nein                     | nein                                                                        | nein                    |
| Collector's Edition | ja    | ja                    | ja            | ja                                | ja                                              | ja              | ja                        | ja                         | ja                                  | ja                   | nein                | nein                                                         | nein                                                 | nein         | nein                     | nein                                                                        | nein                    |
| Stahlbarts Schatz   | ja    | ja                    | ja            | ja                                | ja                                              | ja              | ja                        | ja                         | ja                                  | ja                   | ja                  | ja                                                           | ja                                                   | ja           | ja                       | ja                                                                          | ja                      |

## Technik und Entwicklung
Angekündigt wurde Risen 2 auf der Gamescom 2010, etwa ein Jahr nach Veröffentlichung des Vorgängers.
Die Konsolen-Portierungen des von Piranha Bytes für PC entwickelten Spiels wurden von Wizarbox übernommen, welche zuvor bereits die Xbox-360-Fassung des Vorgängers umgesetzt hatten.

## Rezeption

### Rezensionen
Das Spiel erhielt gemischte Wertung (Metacritic: 69 % (Win), 60 % (Xbox 360), 47 % (PS3); GameRankings: 67,59 % / 58,27 % / 53,83 %). Die Wertungen deutschsprachiger Kritiken lagen dabei zumeist über dem Durchschnitt.
Die Fachzeitschrift GameStar kritisierte die abgehackten Animationen und die matschigen Texturen. Gelobt wurden die große offene Spielwelt mit vielen Nebenquests und die Leistung der Synchronsprecher.
Die PC Games lobte das „brillant“ umgesetzte Freibeuter-Szenario und die „irre atmosphärische“, glaubwürdige Spielwelt. Bemängelt wurde, dass es kaum Dramatik gäbe und die Kämpfe zu simpel seien.
Die Seite Gamona lobte das „wunderbare karibisches Flair“ und die „einfachen, ehrliche Dialoge“. Kritikpunkte waren etwa das hölzerne Kampfsystem und dass man als Piratenkapitän nicht schwimmen könne.
Die Seite 4Players lobte die „wunderschönen“ Landschaften und die vielen Quests. Bemängelt wurde das „schreckliche“ Kampfsystem.
Von Computer Bild Spiele wurden die „witzigen“ Dialoge und die „tolle Atmosphäre“ gelobt. Kritisiert wurde das etwas unausgewogene Kampfsystem.
Bei der Rezension der Xbox-360-Version hob die Website Video Games Zone die abwechslungsreichen Quests positiv hervor. Negativ hervorgehoben wurde, dass das Spiel in technischer Hinsicht „eine Katastrophe“ sei.
Das Spieleportal Gameswelt lobte in seiner Rezension zur Windows-Version das Südsee-Ambiente und dass es auch abseits der Haupthandlung viel zu entdecken gäbe. Negativ aufgefallen seien die hölzerne Mimik und Gestik und das etwas zu dünn geratene Ende.
Das Portal Looki wertete positiv für die Windows-Version das „sehr gute“ Leveldesign und die „verdammt dichte“ Atmosphäre. Negative Kritikpunkte waren die veraltete Engine und das eintönige Kampfsystem.
Die Seite Spieletipps lobte ebenfalls für die Windows-Version die „umwerfende“ Grafik. Negativ beurteilt wurde die „eher graue“ Geschichte.

### Auszeichnungen und Verkaufserfolg
Bei den RPC Fantasy Awards 2012 wurde Risen 2 mit dem Sonderpreis Jury-Award ausgezeichnet.
Risen 2 war sechsmal für den Deutschen Entwicklerpreis 2012 nominiert (Bestes Rollenspiel, Beste Grafik, Bester Sound, Bestes Deutsches Spiel, Bestes Game Design, Bestes Konsolenspiel). Gewonnen hat Risen 2 in der Kategorie „Bestes Rollenspiel“.
Laut einer Aussage von Deep Silvers Marketing-Chef Georg Larch im August 2011 wollte Deep Silver zum Erscheinungstermin bereits eine Million Stück des Rollenspiels ausliefern und erwartete sogar noch mehr Verkäufe.
Ein großer Verkaufserfolg blieb dem Spiel verwehrt. Hinsichtlich der Verkaufszahlen gab ein Sprecher von Publisher Deep Silver gegenüber der PC Games an: „Es hat sich ordentlich verkauft, aber es war auch noch Luft nach oben.“

### Kontroversen
Da das offizielle Cover des Spiels im Hintergrund Blutflecken zeigt, musste es für die Veröffentlichung in den USA angepasst werden; dort sind nun blaue Flecken zu sehen. Hintergrund ist ein nationales Verbot zur Verwendung von Blut als Werbemittel.
Mittels eines Cheats gelang es einer Reihe von Spielern nach der Veröffentlichung von Risen 2: Dark Waters, drei Add-ons freizuschalten, welche eigentlich separat verkauft werden sollten. Bis auf die fehlenden Sprachdateien waren die Zusatzinhalte vollständig in der Grundinstallation des Spiels vorhanden und spielbar.

## Roman
Am 19. Juni 2012 erschien ein Roman zum Spiel, welcher vom britischen Autor Steven Savile verfasst worden ist. Ins Deutsche übersetzt wurde der Roman von Timothy Stahl.

## Nachfolger
Risen 3: Titan Lords erschien am 15. August 2014 auf PC, Xbox 360 und PlayStation 3. Dort findet der Spieler eine Welt vor, die von ihren Göttern verlassen ist und unter den Titanenkriegen leidet, als aus dem Untergrund eine neue Bedrohung aufsteigt. Als junger Krieger wird man von Schatten überfallen und seiner Seele beraubt. Man begibt sich auf eine Reise, um seine Seele zurückzugewinnen – und muss dabei feststellen, dass der Schatten sich auch in der Welt ausbreitet.
Die verbannten Magier könnten mächtig genug sein, dem Helden seine geraubte Seele zurück zu verschaffen – man muss sie aufspüren, um Hilfe zu bekommen. Nach der Hexenjagd der Inquisition finden die Zauberkundigen Zuflucht auf Taranis, im Volksmund auch Donnerinsel genannt. In den dortigen Minen schürfen sie nach Kristallen, die mit magischer Energie aufgeladen sind. Beschützt werden sie dabei von ihren Wächtern, die die Zauberkundigen mit Schwert und Magie verteidigen. Der Spieler kann sich den Wächtern anschließen und die Ziele der Magier unterstützen. Oder er schlägt eine ganz andere Laufbahn ein und verbündet sich mit einer der weiteren Gilden im Spiel.